# Kai Lind
Kai Harald August Lind (9. november 1887 i Skurup, Sverige – 28. september 1962) var en dansk skuespiller.
Han var uddannet fra Det kongelige Teaters elevskole og debuterede Det kongelige Teater i 1908. Efterfølgende var han engageret på Aarhus Teater, Casino, Folketeatret og Odense Teater (1931-1936, 1943-1962).
Han filmdebuterede i 1909 for det århusianske produktionsselskab Fororama, siden indspillede han seks film for det københavnske Kinografen, efterfølgende var han hos Filmfabriken Danmark (1913-1914) og Nordisk Film hvor han indspillede omkring 20 stumfilm. Derudover medvirkede han i en enkelt tonefilm.
Han var gift to gange. Første gang med skuespillerinde Maja Bjerre-Lind (pigenavn:  Bjerre-Jensen) (1880–1939) og derefter med Edith Mohr Lind (pigenavn: Christensen) (1909-2002).

## Filmografi
| - Frøken Theodor (instruktør Lau Lauritzen Sr.) - Den lille Hornblæser (instruktør Eduard Schnedler-Sørensen, 1909) - Den hvide Slavehandel (som Georg; instruktør Alfred Cohn, 1910) - Den farlige Leg (som Peter, Petersens søn; ukendt instruktør, 1911) - Broder och syster (som Axel, grosserens søn; instruktør Poul Welander, 1912; svensk produktion) - De Dødes Ø (som Dr. Eckstein; instruktør Vilhelm Glückstadt, 1913) - De kære Nevøer (som Frank Morris, billedhugger, Carsons nevø; instruktør Alfred Cohn, 1914) - Arveprinsen (som Hertugen af Barca; ukendt instruktør, 1914) - Letsind (ukendt instruktør, 1914) - Manden med Staalnerverne (som Gregor, Ritas plejebror; instruktør A.W. Sandberg, 1915) - Lotteriseddel No. 22152 (som Thomas, apache; instruktør August Blom, 1916) - De evige Flammer (som Ahmed, i Shirs følge; instruktør Alexander Christian, 1916) - Livets Genvordigheder (som Dick Donavan; instruktør Alexander Christian, 1916) - Dommerens Hustru (som Gerhard, Breitenbergs søn; instruktør Alexander Christian, 1916) - Den omstridte Jord (som Nikkas Jærvi; instruktør Holger-Madsen, 1916) | - Mumiens Halsbaand (som Adams, ægypter; instruktør Robert Dinesen, 1916) - Troen, der frelser (som Hamaguchi, premierminister; instruktør Alexander Christian, 1917) - Under Kærlighedens Aag (som Henry Massie, ingeniør; instruktør Alexander Christian, 1917) - Abemennesket (som Peter Frank, Adelaids kæreste; instruktør Lau Lauritzen Sr., 1917) - Ansigtet lyver II (som Tom og Jim Hoker, tvillingebrødre; instruktør Alexander Christian, 1917) - Ansigtet lyver I (som Tom og Jim Hooker, tvillingebrødre; instruktør Alexander Christian, 1917) - Fiskerlejets Datter (som Jacob, ung fisker; instruktør Hjalmar Davidsen, 1917) - Hotel Paradis (som Gale Fridolin; instruktør Robert Dinesen, 1917) - Vestens Børn (som Wyo, Narrovas søn på 28 år; instruktør Alfred Kjærulf, 1917) - Han er løbet med min Kone (instruktør Lau Lauritzen Sr., 1918) - Gøglerbandens Adoptivdatter (som Jakobsky, gøgler; instruktør Robert Dinesen, 1919) - Fattigdrengen (som Giovanni, cirkusartist; instruktør Alexander Christian, 1919) - Prometheus I-II (som A-Tschun, Gaiety-Halls ejer; instruktør August Blom, 1921) - Jafet, der søger sig en Fader, I-IV (instruktør Emanuel Gregers, 1922) - De røde Heste (som Jørgen Senille, træner; instruktør Alice O'Fredericks, Jon Iversen, 1950) |